# Юрас перле
«Ю́рас пе́рле» (латыш. «Jūras pērle», в переводе с латышского языка — «Морская жемчужина») — известный ресторан и ночной бар, находившийся на берегу Рижского залива на территории города-курорта Юрмалы, одно из самых знаменитых развлекательных заведений в СССР.

## Идея
Уникальное здание было построено в 1965 году по проекту известного рижского архитектора Иосифа Гольденберга, награждённого за этот проект золотой медалью ВДНХ. Архитектурная «жемчужина» находилась в Булдури, в пяти километрах от концертного зала «Дзинтари». Здание выдавалось в сторону залива, а территорию перед входом украшал элегантный газон. Вскоре после открытия заведения заместитель начальника Управления торговли города-курорта М. Ф. Затока решила, что необходимо разнообразить репертуар ночных развлекательных заведений, и именно она настояла на проведении программы варьете, принявшись за поиски подходящей кандидатуры режиссёра-постановщика, который сумел бы наиболее эффектно и талантливо претворить в жизнь задуманное. Таким оказался молодой выпускник Рижского хореографического училища Марк Гурман, который правильно понял поставленную перед ним задачу и принялся за разработку программы предстоявшего действа. Марк Гурман имел опыт работы со спортсменами, занимая должность тренера-хореографа сборной Латвии по спортивной и художественной гимнастике, а также некоторое время проработал в рижском Театре оперы и балета.

## Первый показ варьете в истории СССР
1 октября 1969 года в «Юрас перле» прошла одна из первых в Советском Союзе программ варьете (первую можно было видеть 1 мая того же года в популярном ресторане «Лидо», здание которого строил архитектор Латвии межвоенного периода Сергей Антонов. Однако в «Лидо» эта программа прошла экспериментально, хотя после её проведения стало понятно, что зрелище пользуется успехом. В любом случае, Юрмала была первой в своём роде, став «прародителем» советского ресторанного варьете; московский ресторан «Арбат» принялся за проведение таких «вольных» программ через три года (в 1972 году), а ленинградская «Тройка» и того позже приступила к реформированию своего музыкально-зрелищного репертуара.
Все без исключения программы начинались ровно в полночь. Программа, по замыслу Марка Гурмана, состояла из двух равнозначных частей, каждая из которых длилась 45 минут, а между ними был пятнадцатиминутный перерыв. С наступлением более свободных 1970-х годов программы варьете могли проводиться в ресторанном зале «Морской жемчужины». При этом представления начинались в 10 часов вечера и давались в одно отделение, то есть длились только 45 минут без второй части.
По признанию самой Марины Затоки, акцент после её заступления на должность в Юрмале был сделан на роскошный дорогостоящий интерьер, содержание меню и танцевально-эстрадную программу. Потолок для ресторана изготавливали на РЭЗ, пол с модной подсветкой был выполнен на стекольном заводе, лампочки были привезены из Чувашии, стенную роспись выполнил латвийский художник Семён Шегельман. Меню разрабатывалось с участием ведущих шеф-поваров Латвийской ССР. Концертные программы составлялись с участием культового латвийского композитора Раймонда Паулса. Бар при «Юрас перле» отличался длительным режимом работы — с 6 вечера до 6 утра.
Ресторан едва не был уничтожен ураганом в ноябре 1969 года.

## Дресс-код
С середины 1980-х годов неотъемлемым аксессуаром внешнего вида посетителя должен был быть галстук, без которого ни при каких обстоятельствах нельзя было войти в ресторан, даже несмотря на высокий статус гостя. Условия дресс-кода соблюдались предельно строго.

## Исполнители
В числе солистов «Юрас перле» была эстонская певица Айно Балыня, которую на работу принимала лично Марина Затока (равно как и всех остальных — ни один из участников развлекательных программ, ни один из представителей обслуживающего персонала не могли устроиться на работу, минуя этап собеседования Затокой).
Выделялась своими вокальными данными и Лариса Сабо, любимая певица секретаря ЦК Коммунистической партии Латвии Августа Восса (занимал эту должность с 1966 по 1984 год), которая также пользовалась неизменным успехом у посетителей развлекательного комплекса. Безусловно, в число харизматичных, колоритных исполнителей можно зачислить и певца Вадима Мамаева, устраивавшего экстравагантные сольные номера. Известная певица Лайма Вайкуле в конце семидесятых — начале восьмидесятых была неразрывно связана с «Юрас перле». Также важной фигурой периода славы «Жемчужины моря» была певица Салли Ландау, жена восьмого чемпиона мира по шахматам, Михаила Таля, который не посещал представлений, в которых была задействована супруга; однако их сын, Герман Таль, часто любил бывать в нём.
В составе музыкального ансамбля, сопровождающего программу варьете, были руководитель оркестра, пианист Эдуард Винник, скрипач Александр Фельдберг и другие талантливые музыканты. Солистами оркестра, иногда выступающими также и в программе варьете, были вокалисты Фрэдис Рейнберг и Карина Партиз — супруга Винника.
Наконец, в «Юрас перле» в середине 1980-х годов зажглась звезда эстрадного исполнителя Бориса Моисеева, которого заприметила Марина Затока, — Моисеев выступал в составе трио «Экспрессия». Это трио приехало на просмотр для выступления в «Юрас перле» из Вильнюса, где они работали при главном столичном духовом оркестре. В первую очередь на перспективного танцовщика, (а также на двух девушек, выступавших вместе с ним в составе трио) обратил внимание Марк Гурман, взяв их для выступлений на закрытых вечерах. В основном «Экспрессия» давала выступления в «Лидо» и в другом любимом ресторане Затоки «Кабурге», самом фешенебельном ресторане Рижского взморья, открывшемся в Меллужи в 1979 году, но взорванном в ходе бандитских разборок по переделу собственности в 1994 году. Этот ресторан был назван в честь французского города-побратима Юрмалы Кабура, небольшого населённого пункта рекреационной направленности. В нём посетитель мог беспрепятственно наблюдать частичный стриптиз — танцоры мужского пола обнажались до торса, а женщины — лишь до бикини.
Алла Пугачёва, бывшая одним из завсегдатаев прибрежного ресторана, не осталась равнодушной после прослушивания выступления трио; выделив особенно молодого Моисеева, она пригласила его в Москву. Что касается Лаймы Вайкуле, которая сперва участвовала в танцевальных выступлениях и лишь позже пришла к идее сольной карьеры, то вскоре (в 1981 году) она покинула коллектив «Юрас перле» и отправилась в бар гостиницы «Латвия», где также проходили первые в СССР стриптиз-демонстрации.

## Высокие гости
Программы варьете на берегу залива в Булдури продолжались не только весь летний сезон, а весь год, что также являлось несомненным преимуществом заведения. Необычайная популярность знакового ресторана привлекала большое количество высокопоставленных гостей, которые почитали за честь посетить эксклюзивную закрытую вечернюю программу варьете. Среди таковых можно отметить секретаря ЦК ПОРП Владислава Гомулку, а также генерального секретаря ЦК СЕПГ Эриха Хонеккера, неоднократно признававшегося в особой любви к юрмальскому чуду под названием «Юрас перле». Один раз «Юрас перле» посетил югославский лидер Иосип Броз Тито, как раз незадолго до его приезда была отстроена скоростная магистраль Рига — Юрмала. Из советских любителей можно назвать руководителя Московского городского комитета партии Виктора Гришина (занимал этот пост с 1967 по 1985 год); часто вместе с ним, по воспоминаниям Марка Гурмана, прибывала его дочь Ольга. Особо привилегированной гостьей была Галина Леонидовна Брежнева. Также завсегдатаем ресторана являлся Август Восс, который постоянно посещал заведение с женой, пользовался славой страстного любителя потанцевать и пообщаться с участниками танцевальных коллективов, задействованных в показах варьете.
Ответственность за доставку костюмов, инвентаря и высококачественной аппаратуры (микрофонов, колонок) несла Марина Фалелеевна Затока, которая фактически всю себя отдавала ресторанной инфраструктуре города Юрмала, за это время наработав себе репутацию заслуженного эффективного снабженца, которому удалось поставить развлекательный бизнес курорта на поток. Программы варьете (которые меняли и обновляли по 2-3 раза в год) следовало обсуждать при непосредственном участии секретарей горкома партии, ответственных за идеологическое наполнение данных мероприятий. Также периодически возникали отдельные затруднения с языками композиций: удельный вес иностранных композиций в лучшем случае не должен был превышать 10 % от общего числа песенных номеров «Юрас перле». Однако Марк Гурман предпочитал использовать запасные возможности: композиторы создавали аранжировки к культовым мелодиям, а сам Гурман писал тексты на русском и латышском языках в целях соответствия стандартной языковой пропорции. Стоит отметить, что в середине 1970-х годов в «Юрас перле» звучало много хитов на русском языке, а приблизительно с 1984 года вехи сместились и в заведении стало звучать гораздо больше композиций на латышском языке.

## О лучшем бармене Союза
Карлис Билдерс — наиболее известный бармен СССР, этот статус он приобрёл во многом благодаря своим виртуозным профессиональным качествам. Его учениками искренне мечтали стать многие начинающие рыцари стойки и шейкера страны. До своей практики в «Юрас перле» Билдерс работал коком на пассажирском судне «Александр Пушкин». Судно остановилось для профилактического обследования на доке в Канаде. После осмотра оказалось, что корабль нуждается в длительном ремонте и что ему придётся задержаться в Канаде как минимум на три месяца. За это время молодой кок окончил трёхмесячные курсы барменов. По возвращении в Латвию Билдерс зарекомендовал себя как профессионал своего дела и устроился на работу в «Юрас перле» в 1980 году. Московский корифей ресторанного бизнеса Рубен Понасян вспоминает, что для того, чтобы стать учеником Билдерса, нужно было закончить трёхмесячный курс грузчика-подсобника в этом ресторане. Вдохновение Билдерса подстёгивал тот факт, что в Юрмале в отличие от остальных городов-курортов союзного значения не существовало потолка на коктейли (для примера: в Сочи разрешалось сделать не более 15 коктейлей за вечер).

## Последние дни
С осени 1991 года стала отчётливо ощущаться нехватка посетителей, однако это было связано отнюдь не с внутренним, организационным, а с внешним, политическим аспектом. В конце осени Марк Гурман после длительных размышлений и колебаний принял тяжёлое решение о закрытии программы варьете, поскольку практически каждый час ему приходилось убеждаться в её неперспективности в условиях нового времени. В начале 1990-х годов в ресторане дважды случался пожар. Остов сгоревшего строения стоял заброшенным до тех пор, пока мэрия Юрмалы не приняла решение о сносе. Окончательный демонтаж известного ресторана произошёл 10 августа 1994 года.
По состоянию на 2017 год от ресторана оставался частично сохранившийся фундамент, а также остатки лестниц и окружающего холм барьера со стороны пляжа. Сам холм зарос деревьями.